# Турбин, Александр Фёдорович
Александр Фёдорович Турбин (12 января 1858<-- по какому стилю? --> — 9 сентября 1923, Ужгород, Чехословакия) — русский военный деятель, генерал-лейтенант (1914). Участник русско-турецкой войны 1877—1878 гг., Первой мировой войны и Белого движения на Юге России.

## Биография

### Образование
Окончил Московскую военную прогимназию и Санкт-Петербургское пехотное юнкерское училище.

### Начало службы
Выпущен в Омский 96-й пехотный полк.

### Участие в русско-турецкой войне
Участвовал в рядах 96-го пехотного Омского полка в Русско-турецкой войне 1877-1878 гг. и награждён орденом Св. Анны 4-й степени с надписью «За храбрость» и Св. Станислава 3-й степени с мечами и бантом.

### Служба в мирное время
15 марта 1878 г. переведен в Лейб-гвардии Финляндский полк. С 6 декабря 1906 г. — полковник и командир 1-го батальона полка.
С 20 апреля 1907 г. по 13 февраля 1909 г. — командир 96-го пехотного Омского полка.
С 13 февраля 1909 г. назначен командиром Лейб-гвардии Волынского полка и произведен в генерал-майоры.

### Участие в Первой мировой войне
Во время Первой мировой войны А. Ф. Турбин был, последовательно, военным губернатором Варшавы, начальником гарнизона Витебска, Бобруйска, начальником 6-й Сибирской стрелковой дивизии, командующим 5-м Сибирским корпусом. Награждён Георгиевским оружием.

### Участие в Гражданской войне
9 августа 1919 г. А. Ф. Турбин был зачислен в резерв чинов штаба. В октябре 1919 г. был назначен Подольским губернатором. В 1920 г. был комендантом крепости Севастополь.
В эмиграции проживал и умер в Чехословакии. Похоронен на Ужгородском православном кладбище.

### Награды
- Орден Св. Анны 4-й ст. (1878)
- Орден Св. Станислава 3-й ст. с мечами и бантом (1878)
- Орден Св. Анны 2-й ст. (1903)
- Орден Св. Владимира 3-й ст. (1908)
- Орден Св. Станислава 1-й ст. (1912)
- Орден Св. Анны 1-й ст. (ВП 22.02.1915)
- Орден Св. Владимира 2-й ст. (ВП 18.02.1916)
- Орден Белого Орла с мечами (ВП 08.09.1916)
- Георгиевское оружие (ПАФ 09.10.1917).